# Заимис, Андрей
Андре́й Заи́мис (греч. Ανδρέας Ζαΐμης; 1791, Керпини-Ахайяс — 1840, Афины) — один из деятелей греческой революции 1821—28 годов, во время которой принадлежал к наиболее уважаемым членам городской партии «порядка»; отец Тразибула Заимиса.
В 1823 году выбран одним из 5 членов второго временного правительства (президентом которого был Петробей) и не отказался от принципов своей партии, когда все остальные члены временного правительства перешли на сторону военной партии. Он руководил действиями правительства, а потом (1824) командовал войсками, усмирявшими мятеж, поднятый Колокотрони.